# 219 a. C.
El año 219 a. C. fue un año del calendario romano prejuliano. En el Imperio romano se conocía como el año 535 ab urbe condita.

## Acontecimientos
- Consulados de Lucio Emilio Paulo y Marco Livio Salinator en la Antigua Roma.[1]
- Sitio de Sagunto por los cartagineses.

## Fallecimientos
- Cleómenes III, rey de Esparta, en Alejandría.